# سیمون پاوان
سیمون پاوان (انگلیسی: Simone Pavan؛ زادهٔ ۲۹ آوریل ۱۹۷۴) بازیکن فوتبال اهل ایتالیا است.
از باشگاه‌هایی که در آن بازی کرده‌است می‌توان به باشگاه فوتبال مودنا، باشگاه فوتبال ونتزیا، باشگاه فوتبال سمپدوریا، باشگاه فوتبال آتالانتا، و باشگاه فوتبال لیورنو اشاره کرد.
وی همچنین در تیم ملی فوتبال زیر ۲۱ سال ایتالیا بازی کرده‌است.